# Grosselfingen
Grosselfingen är en kommun (tyska Gemeinde) i Zollernalbkreis i delstaten Baden-Württemberg i Tyskland. Folkmängden uppgår till cirka 2 200 invånare, på en yta av 16,15 kvadratkilometer.
Kommunen ingår i kommunalförbundet Bisingen tillsammans med kommunnen Balingen.

## Befolkningsutveckling
| Befolkningsutvecklingen i Grosselfingen 1975–2015 | Befolkningsutvecklingen i Grosselfingen 1975–2015 | Befolkningsutvecklingen i Grosselfingen 1975–2015 | Befolkningsutvecklingen i Grosselfingen 1975–2015 | Befolkningsutvecklingen i Grosselfingen 1975–2015 |
| ------------------------------------------------- | ------------------------------------------------- | ------------------------------------------------- | ------------------------------------------------- | ------------------------------------------------- |
|                                                   |                                                   |                                                   |                                                   |                                                   |
| År                                                |                                                   |                                                   | Folkmängd                                         | Areal (ha)                                        |
| 1975                                              | 1975                                              |                                                   | 1 675                                             | 1 616                                             |
| 1980                                              | 1980                                              |                                                   | 1 656                                             |                                                   |
| 1985                                              | 1985                                              |                                                   | 1 588                                             | 1 615                                             |
| 1990                                              | 1990                                              |                                                   | 1 735                                             |                                                   |
| 1995                                              | 1995                                              |                                                   | 1 919                                             |                                                   |
| 2000                                              | 2000                                              |                                                   | 1 941                                             |                                                   |
| 2005                                              | 2005                                              |                                                   | 2 130                                             |                                                   |
| 2010                                              | 2010                                              |                                                   | 2 096                                             |                                                   |
| 2015                                              | 2015                                              |                                                   | 2 161                                             |                                                   |
|                                                   |                                                   |                                                   |                                                   |                                                   |